# Adaptacja (film 2002)
Adaptacja (ang. Adaptation) – amerykański film z 2002 roku w reżyserii Spike’a Jonze'a.

## Fabuła
Akcja Adaptacji rozpoczyna się na planie filmowym Być jak John Malkovich, poprzedniego obrazu Jonze'a. Jej bohaterem jest znany scenarzysta filmowy, Charlie Kaufman (Cage), zmagający się z własną niemocą twórczą. Przerabia na scenariusz książkę redaktorki New Yorkera Susan Orlean (Streep) o Johnie Laroche'u (Cooper), zwariowanym hodowcy orchidei z Florydy. Kaufman miesiącami ślęczy nad maszyną do pisania, nie potrafi jednak zapanować nad tekstem. Mieszka wspólnie z bratem bliźniakiem (ponownie Cage), także próbującym swych sił w filmowym biznesie – Donald tworzy scenariusz sensacyjnego The 3. Podrzuca on Charliemu pomysł śledzenia Susan, co kończy się katastrofą.

## Obsada
- Nicolas Cage – Charlie Kaufman/Donald Kaufman
- Meryl Streep – Susan Orlean
- Chris Cooper – John Laroche
- Cara Seymour – Amelia Kavan
- Tilda Swinton – Valerie Thomas
- Litefoot – Russell
- Brian Cox – Robert McKee

## Analiza
Film nawiązuje do książki Susan Orlean – The Orchid Thief. Główni bohaterowie istnieją w rzeczywistości, ale np. realny Kaufman nie ma bliźniaka, co nie przeszkodziło mu podpisać scenariusza Adaptacji także imieniem domniemanego brata. Obaj zdobyli nominację do Oscara za scenariusz adaptowany (choć film tylko nawiązuje do dzieła Orlean), Donald jako pierwsza w historii osoba nieistniejąca naprawdę.
Adaptacja nie posiada linearnej fabuły, ważne dla rozwoju akcji są liczne retrospekcje oraz zapożyczenia z The Orchid Thief.

## Nagrody
Film otrzymał cztery nominacje do Oscara. Statuetkę dla najlepszego aktora drugoplanowego zdobył Cooper, a nominowani byli także Cage, Streep oraz Charlie i Donald Kaufmanowie.